# Holorusia agni
Holorusia agni är en tvåvingeart som beskrevs av Charles Paul Alexander 1971. Holorusia agni ingår i släktet Holorusia och familjen storharkrankar. Inga underarter finns listade i Catalogue of Life.